# Belminus
Belminus is een geslacht van wantsen uit de familie van de Reduviidae (Roofwantsen). Het geslacht werd voor het eerst wetenschappelijk beschreven door Carl Stål in 1859.

## Soorten
Het genus bevat de volgende soorten:

- Belminus corredori Galvão & Angulo, 2006
- Belminus costaricensis Herrer, Lent & Wygodzinsky, 1913
- Belminus ferroae Sandoval, Pabón, Jurberg & Galvão, 2007
- Belminus herreri Lent & Wygodzinsky, 1979
- Belminus laportei Lent, Jurberg & Carcavallo, 1995
- Belminus peruvianus Herrer, Lent & Wygodzinsky, 1954
- Belminus pittieri Osuna & Ayala, 1993
- Belminus rugulosus Stål, 1859
- Belminus santosmalletae Dale, Justi & Galvão, 2021
- Belminus trinidadensis Lent